# Suaeda caespitosa
Suaeda caespitosa är en amarantväxtart som beskrevs av Wolley-dod. Suaeda caespitosa ingår i släktet saltörter, och familjen amarantväxter. Inga underarter finns listade i Catalogue of Life.